# Wanderkirchenasyl
Das Wanderkirchenasyl in Nordrhein-Westfalen war zwischen 1998 und 2000 eine besondere Form des Kirchenasyls. Seine Akteure waren eine bis Anfang 1999 zunehmende Zahl kurdischer Flüchtlinge aus der Türkei, rund einhundert evangelische und katholische Kirchengemeinden und das NRW-Netzwerk der bundesweiten Kampagne kein mensch ist illegal.

## Verlauf der Aktion

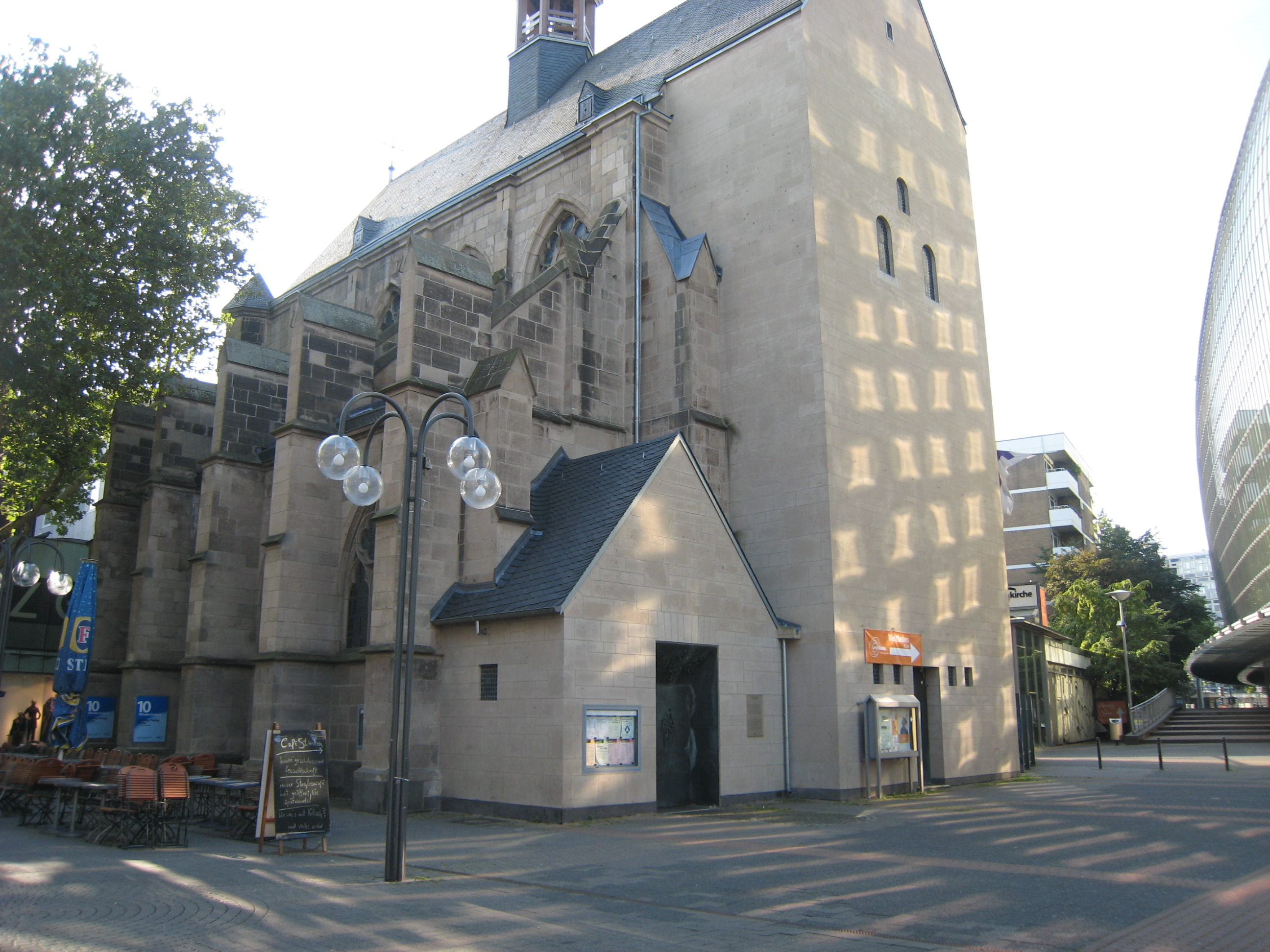
Antoniterkirche, Ort der ersten Protestaktion 1998

Am 21. Januar 1998 begannen, unterstützt vom gerade neu gegründeten Kölner Netzwerk kein mensch ist illegal und der Evangelischen Gemeinde Köln, 21 ausreisepflichtige kurdische Flüchtlinge in der Kölner Antoniterkirche eine zunächst so genannte „Protestaktion gegen Abschiebungen in den Folterstaat Türkei“. Ihr begrenztes Ziel war zunächst ihre persönliche Anerkennung als Asylberechtigte und ein Bleiberecht in Deutschland. In den folgenden Wochen stieg die Zahl der beteiligten Flüchtlinge kontinuierlich an. Weitere Kölner Kirchengemeinden nahmen ihrerseits Gruppen von Flüchtlingen jeweils für einige Wochen auf. Nach einer landesweiten Demonstration am 14. Februar berichteten die Medien ausführlich und kontinuierlich über die Aktion. Die Zahl der Flüchtlinge in nunmehr vier Kölner Kirchengemeinden wuchs aber weiter, die Möglichkeiten, weitere Kölner Gemeinden zur Unterstützung zu bewegen, konnte mit diesem Andrang nicht Schritt halten. Im März 1998 begann mit der Ausweitung zunächst auf Kirchen in Düren und Aachen, dann in Bielefeld und zahlreichen anderen Städten in NRW, das eigentliche Wanderkirchenasyl. Es beteiligten sich mehr als 100 Kirchen.
Mit etlichen Aktionen machten die „drei K“ (Kurden, Kirchen, Kampagne kein mensch ist illegal) auf ihre Forderung nach einem Abschiebestopp in die Türkei aufmerksam. Besonders war, dass erstmals in Deutschland Menschen ohne legalen Aufenthalt („Illegale“, „Sans papiers“) in großer Zahl auf Demonstrationen und anderen Formen des Protests selber in der Öffentlichkeit auftraten. Intern organisierte sich die Protestaktion in der basisdemokratischen Form großer Plena, auf denen Delegierte aller Flüchtlingsgruppen und der ihnen Asyl gewährenden Gemeinden sowie der Kampagnengruppen wöchentlich weitere gemeinsame Schritte ebenso wie alltägliche Probleme besprachen. Immer wieder wurden einzelne Flüchtlinge bei Fahrten zu diesen Treffen festgenommen. Ein Mann wurde abgeschoben, konnte aber nach Misshandlungen durch die türkische Polizei, die die Aktion aufmerksam verfolgte, wieder nach Deutschland zurückkehren. Weil ein Nachgeben der Landesregierung nicht in Sicht war, kam es zu schweren Spannungen unter den Bündnispartnern über die Frage, ob die Aktion weiter wachsen und noch mehr Betroffene aufgenommen werden sollten. Ein erster Hungerstreik einer großen Gruppe in der Antoniterkirche im Sommer 1998 wurde von den Kirchen abgelehnt, erreichte wenig Öffentlichkeit und wurde abgebrochen. Im November 1998 und Januar 1999 wurden Kirchen in Wuppertal und Oberhausen besetzt. Nach weiteren Verhaftungen besetzten Flüchtlinge am 11. Januar 1999 die Landeszentrale der Grünen in Düsseldorf und begannen einen Hungerstreik. In Verhandlungen von Vertretern der Flüchtlinge mit der Landesregierung wurde schließlich die Zusage einer erneuten Prüfung aller Einzelfälle aus Nordrhein-Westfalen (ungefähr 1/3 der Betroffenen stammte aus anderen Bundesländern) angenommen.
Damit begann eine Phase der Aktion, in der einerseits weiter kollektive öffentliche Aktionen stattfanden, während andererseits zunehmend das Ziel, in jedem Einzelfall eine Lösung zu erreichen, die Kräfte der Unterstützer band. Die gemeinsame Aktion endete weitgehend mit der Niederlage im Kampf gegen die Abschiebungen von Hüseyin Çalhan und Mehmet Kilic im Oktober 2000. Mit abnehmender Zahl der Flüchtlinge, die noch in Kirchengemeinden untergebracht werden mussten, wurden die verbleibenden Familien faktisch zu Fällen eines üblichen Kirchenasyls. Letztlich erreichte die Aktion für den ganz überwiegenden Teil der zuletzt fast 500 beteiligten Flüchtlinge ein Bleiberecht in Deutschland.

## Auszeichnungen
Das Wanderkirchenasyl in Nordrhein-Westfalen wurde 1999 mit dem Aachener Friedenspreis ausgezeichnet.
2001 wurde es gemeinsam mit der Bundesarbeitsgemeinschaft Asyl in der Kirche und den Kirchengemeinden Guben und Moers mit der Carl-von-Ossietzky-Medaille der Internationalen Liga für Menschenrechte ausgezeichnet.